# ドルフィン (ヴァイオリン)
ドルフィン（Dolphin）は、アントニオ・ストラディバリ（1644 - 1737）が製作したヴァイオリンの一つ。1714年製。
ヤッシャ・ハイフェッツ（1901 - 1987）が所有していた。 現在は日本音楽財団が保有している。2000年から20年間、諏訪内晶子に長期貸与していたが2020年秋に返却している。現在は、レイ・チェンに貸与している。「ドルフィン」という名前は、19世紀に楽器商のジョージ・ハートが虹色に輝く裏板の外観からイルカ（＝ドルフィン）を連想したことから名付けた。単に「1714年製ストラディバリウス」と呼ばれることもある。
アラード＝バロン・ヌープ（1715年）、メサイア（1716年）と並んで、「三大ストラディバリウス」の一つとされる。